# ساندرا آوفارت
ساندرا آوفارت (آلمانی: Sandra Auffarth؛ زادهٔ ۲۷ دسامبر ۱۹۸۶) سوارکار اهل آلمان است.
وی همچنین برندهٔ جوایزی همچون برگ بوی نقره‌ای شده‌است.
وی در مسابقات کشوری و بین‌المللی در مجموع برندهٔ ۵ مدال طلا، ۳ مدال نقره، ۱ مدال برنز شده‌است.